# Уокер, Шарлотта
Шаролотта Ганахл Уокер (англ. Charlotte Ganahl Walker; 29 декабря 1876 [по другим данным 1878] — 23 марта 1958) — американская бродвейская актриса. Родилась в Галвестоне, в штате Техас, в семье Эдвина (1849—1889) и Чарлисы (Де Ганахл) Уокер (1855—1934). Также является матерью актрисы Сары Хейден.

## Карьера в театре
В театре Уокер дебютировала в подростковом возрасте. В девятнадцать лет она выступила в Лондоне, в Великобритании, в постановочной комедии «Мумия». Играла вместе с Ричардом Менсфилдом. Позже вернулась в родной Техас. В июне 1911 года Уокер появилась в постановке «Тропинка одинокой сосны». Позже она снимется в одноимённом фильме Сесиля Б. Демилля 1916 года. На неё обратил внимание Дэвид Беласко, когда она играла в постановке «Освобожденный под честное слово». Он сделал ей главные роли в постановках «Просто жена», «Уоррен Вирджиния» и «Вызовите врача». Каждый из этих спектаклей был поставлен до Первой мировой войны.
В дальнейшем она продолжала выступать на бродвейской сцене. В частности в 1923 году она вместе с Этель Берримор выступила в спектакле «Школа злословия».

## Карьера в кино

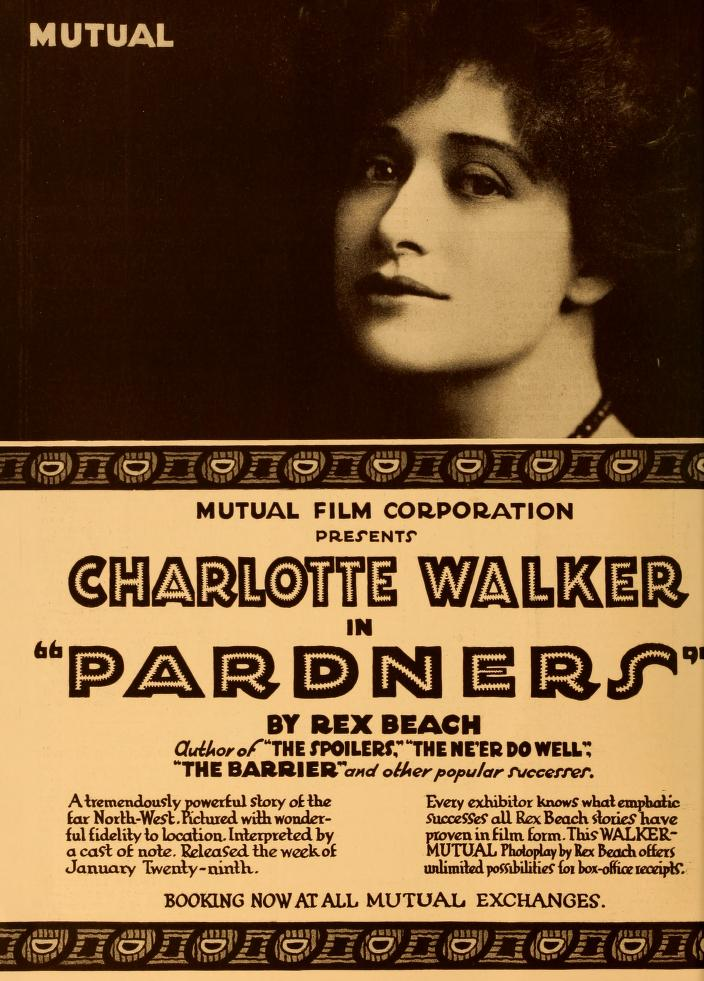
Постер к фильму Партнёры (1917)

Свою кинокарьеру Уокер начала в 1915 году, снявшись в фильмах «Растопка» и «Из темноты». В 1917 году снялась в пятиминутном фильме «Лень», в котором сыграла шестнадцатилетнюю горничную из Голландии. Съёмки велись в боро Нью-Йорка Статен-Айленд. В фильме затронута опасность лени для нации страны в целом. Среди немого кино позднего периода с участием актрисы можно выделить фильм 1925 года «Полуночная девочка», где в главной роли снялся Бела Лугоши, известный по фильму «Дракула», данный фильм является одним из немногих сохранившихся фильмов с участием актрисы.
На протяжении 1930-х годов она продолжала сниматься в кино. В тот период она снялась в таких фильмах как, «Молния» (1930), «Милли» (1931), «Спасение Нелл» (1931) и «Отель „Варьете“» (1933).

## Личная жизнь
16 ноября 1896 года вышла замуж за Доктора Джона Б. Хейдена в Нью-Йорке. От этого брака у неё родись дочери, Беатрис Шелтон (род. 1897) и Кейлин Хейден, позже названная Сарой. После развода она вернулась на сцену. В 1910 году Хейден умер. Её второй муж Юджин Уолтер был драматургом. В частности он поставил на Бродвее постановку/адаптацию романа «Тропинка одинокой сосны». Второй брак также кончился разводом в 1930 году.
Скончалась Шарлотта в 1958 году в больнице в городе Кервилл, в штате Техас в возрасте 81 года.

## Фильмография
| Немое кино - Растопка (1915 Paramount) (сохранился) - Вне темноты (1915) (сохранился) - Тропинка одинокой сосны (1916 Paramount) (сохранился) - Партнёры (1917) (утерян) - Семь грехов (1917 Triangle) - Лень(эпизод) (фрагмент; Library of Congress) - Седьмой грех(эпизод) (сохранился; Library of Congress) - Секреты Мэри Лоунсон (1917) (утерян) - Просто женщина (1918 US Exhibitor’s Booking Corp.) (утерян) - Человек (1918 US Exhibitor’s Booking Corp.) (утерян) - Каждый маменькин сынок (1918 Fox)(утерян) - Ева в изгнании (1919 Pathe) (сохранился; Library of Congress) - Одинокий волк (1924 Associated Exhibitors) (утерян) - Шестая заповедь (1924 Associated Exhibitors) (утерян) - Одноклассники (1924 First National) (утерян) - Плохой брак (1925 Rosemary) (утерян) - Полуночная девица (1925 Chadwick) (сохранился) - Маникюрщица (1925 Paramount) (утерян) - Дикарь (1926 First National) (утерян) - Большое надувательство (1926 First National) (утерян) - Клоун (1927 Columbia Pictures) (утерян) - Аннаполис (1928 Pathe) (сохранился) | Звуковое кино - Пэрис Бонд (1929 Pathe) (сохранился) - Южная морская роза (1929 Fox) (утерян) - Двойной перекрёсток на дороге (1930 Fox) (сохранился) - Трое лиц из Востока (1930 First National) - Страницы Скарлет (1930 First National) (сохранился) - Вспышка (1930 Fox) (сохранился) - Милли (1931 RKO) (сохранился) - Спасение Нелл (1931 Tiffany) (сохранился) - Отель «Варьете» (1933 Capitol Film Exchange) (утерян) - Скаттергуд встречает Бродвей (1937 RKO) (статус неизвестен) |